# Vanessa Restrepo Schild
Vanessa Restrepo Schild es una científica colombiana de ascendencia alemana , reconocida por crear junto a un grupo de investigación de la Universidad de Oxford la primera retina sintética para discapacitados visuales.

## Carrera
Restrepo Schild obtuvo un grado en Biología en la Universidad de Antioquia, destacándose por su labor investigativa en el campo de la biotecnología. Tras vincularse laboralmente a la universidad, se trasladó al Reino Unido para conformar un grupo de investigación en la Universidad de Oxford. Allí lideró el desarrollo de una nueva retina sintética de doble capa que pretende ayudar a tratar las afecciones degenerativas oculares. Restrepo reemplazó los materiales rígidos que se usaban anteriormente en las retinas artificiales por tejidos sintéticos con mayor similitud a los tejidos del cuerpo humano. En la página oficial de Oxford se explica de la siguiente manera el estudio liderado por la científica colombiana:

El estudio revolucionará la industria de los implantes biónicos y el desarrollo de nuevas tecnologías menos invasivas que se parezcan más a los tejidos del cuerpo humano, logrando así tratar enfermedades degenerativas oculares como la retinitis pigmentosa.

## Publicaciones selectas[6]
- CEG Hoskin, V.Restrepo-Schild, J Vinals, H Bayley. (2022) Parallel transmission in a synthetic nerve. Nature Chemistry 14 (6), 650-657.
- V.Restrepo-Schild, M.J.Booth, S.J.Box, S.N.Olof, M.Radhakrishnan, H.Bayley. (2017) Light-patterned current generation in a droplet bilayer array. Scientific Reports. 7, 46585. DOI:10.1038/srep46585
- M.J.Booth, V.Restrepo-Schild, F.G.Downs, H.Bayley. (2019) Droplet Networks, from Lipid Bilayers to Synthetic Tissues. Encyclopedia of Biophysics. DOI:10.1007/978-3-642-35943-9_567-1
- V. Restrepo-Schild, H.Bayley. (2018) How to Build a Retina. The Chemical Engineer. Page 23-26. Issue 924
- M.J.Booth, V.Restrepo-Schild, S.J.Box, H.Bayley. (2017) Light-patterning of synthetic tissues with single droplet resolution. Scientific Reports. 7, 9315. DOI:10.1038/s41598-017-09394-9
- M.J.Booth, V.Restrepo-Schild, F.G.Downs, H.Bayley. (2017) Functional aqueous droplet networks. Molecular Biosystems. 13, 1658-1691. DOI:10.1039/C7MB00192D
- M.J.Booth, V.Restrepo-Schild, A.D.Graham, S.N.Olof, H.Bayley. (2016) Light-activated communication in synthetic tissues. Science Advances. 2 (4), e1600056. DOI:10.1126/sciadv.1600056
- Alcinesio, A., et al. Controlled packing and single-droplet resolution of 3D-printed functional synthetic tissues. Nat Commun 11, 2105 (2020). https://doi.org/10.1038/s41467-020-15953-y
- Alcinesio, A., et al. Modular Synthetic Tissues from 3D-Printed Building Blocks. Advanced Functional Materials, 2021
- JV Camallonga, C Hoskin, JB Juarez, V Restrepo-Schild, et al. Archaerhodopsin-3: A photoswitching study. EUROPEAN BIOPHYSICS JOURNAL WITH BIOPHYSICS LETTERS 48, S209-S209, 2019
- C Hoskin, V.Restrepo-Schild, H Bayley, J Vinals, JB Juarez, A Watts. Characterisation of the light-activatable proton pump Archearhodopsin-3 in a droplet interface bilayer. EUROPEAN BIOPHYSICS JOURNAL WITH BIOPHYSICS LETTERS 48, S173-S173, 2019

## Premios y reconocimientos

### 2015-2019
- Tesis y defensa de doctorado seleccionada para premios por los examinadores.
- Líder del mañana ’, 45.º y 46.º Simposios de St. Gallen
- Finalista ’IChemE Global Awards
- ‘Medalla Alcaldía de Medellín’, Oro, reconocimiento, Ciudad de Medellín

### 2011-2014
- Premio de Oro Don Juan del Corral, Ciudad de Medellín
- 30 menores de 30 años, revista Semana
- "Innovador científico del año" y beca de talento, Ruta N
- Global Fellow, Kairos Society
- "La Start-Up of You Fellowship", Reid Hoffman (fundador de LinkedIn y Paypal)
- Premios "Ejecución sobresaliente del proyecto Mujer Joven Talento", Ciudad de Medellín

### 2000-2011
- Tercer puesto en el Premio Nacional al Inventor Colombiano, Asociación Colombiana para el Avance de la Ciencia, ACAC.
- Joven investigadora en Ciencia, Tecnología e Innovación, Colciencias.
- Beca honoraria para el estudio de Ingeniería Biomédica, Instituto Tecnológico Metropolitano de Medellín.
- Mujer Joven Talento, Ciencia y Tecnología, Alcaldía De Medellín.
- "Boton de oro" y "Diploma de distincion", Colegio San Jose de la Salle
- "Premio a la excelencia académica", noche de brindis de honor, Colegio San Jose de la Salle
- "Joven Investigador en Ciencia, Tecnología e Innovación", Feria Nacional de Ciencias FENCYT
- "Premio de Energía y Transporte", Feria de Ciencia de Tecnología e Innovación, Parque Explora
- ‘Premio a los valores sobresalientes, Colegio San José de la Salle
- "Mejor escritor" en La noche de los mejores, San José de la Salle School